# ソングス・フロム・ザ・ラスト・センチュリー
『ソングス・フロム・ザ・ラスト・センチュリー』(Songs from the Last Century) はイギリスのシンガーソングライター、ジョージ・マイケルの4thアルバム。1999年12月13日発売。

## 概要
前作から3年半ぶりにリリースされたカバーアルバム。共同プロデュースにはフィル・ラモーンが就いた。ジャズのスタンダード・ナンバーのカバーバージョンが多く収録されたが、その一方でポリスのロクサーヌなどロックナンバーのカバーも収録された。ジョージのアルバムの中では唯一全英チャート1位を記録しなかった。

## 収録曲
1. ブラザー・キャン・ユー・スペア・ア・ダイム / Brother, Can You Spare a Dime? - 4:22
2. ロクサーヌ / Roxanne - 4:11
3. ユーヴ・チェインジド / You've Changed - 4:25
4. マイ・ベイビー・ジャスト・ケアーズ・フォー・ミー / My Baby Just Cares for Me - 1:45
5. ザ・ファースト・タイム・エヴァ・アイ・ソウ・ユア・フェイス / The First Time Ever I Saw Your Face - 5:19
6. ミス・サラエヴォ / Miss Sarajevo - 5:11
7. アイ・リメンバーユー / I Remember You - 4:12
8. セイクレッド・ラヴ / Sacred Love - 2:39
9. ワイルド・イズ・ザ・ウィンド / Wild Is the Wind - 5:16
10. ホエア・オア・ホエン / Where or When - 7:00